# Raúl Acevedo
Raúl Fernando Acevedo García (Santiago de Chile, 22 de diciembre de 1957) es un cantautor de la Nueva Canción chilena quien ganó fama durante los 70 y 80, dado a sus frecuentes colaboraciones con la resistencia en contra de la dictadura militar.

## Biografía
En su juventud, estudió en la Universidad Técnica del Estado, donde inició su carrera musical, tocando en diversas peñas estudiantiles.
En 1976, participó en "Canto a Magallanes", una obra producida por el periodista y locutor puntarenense Fernando Ferrer y el músico Rolando Arancibia junto al grupo Alturas. En 1979, tras trasladarse a Valparaíso, volvió a sus trabajabas universitarios, de donde fue expulsado por "incitación a actividades político-partidistas dentro del recinto universitario".
Una vez en Santiago de Chile, a mediados de los ochenta, fue parte activa del movimiento del Canto Nuevo en escenarios de peñas, festivales y actos solidarios, primeramente junto al Grupo Mapocho (1985) y luego como solista y parte del elenco de la obra Chile Ríe y Canta, cual fue dirigida por René Largo Farías. Ese año, también participó en el disco homónimo del Movimiento Democrático Popular.
En 1988, realizó una gira por ocho ciudades de Canadá, y, junto al cantautor Jorge Venegas, protagonizó el dúo Transporte Urbano y al locutor de Radio Umbral, Pedro Henríquez, organizó un evento artístico-cultural titulado  "Gira Poblacional Arriba Los Marginales". En 1994, participó  en el Festival de la Patagonia en Punta Arenas.
En 2007, creó un grupo denominado Tecito Humilde, integrado por su hijo, Camilo Acevedo y el integrante músico de la reconocida agrupación musical "Huara", Claudio Molina.
En 2008, inició un proyecto audiovisual autosustentado, ACV TV, en el que transmite conciertos de Canto Popular chileno, convocando a los más connotados exponentes de este género en Chile vía streaming.
En 2011, realizó una gira por Europa Central (Francia, Alemania, Austria, Bélgica) y Escandinavia.
En 2019, participó en un concierto homenaje a René Largo Farías junto a varios artistas, incluyendo a Mauricio Redolés y Cuncumén.

## Discografía
- Callejeando Por Decreto Supremo (1986)
- A una Legua de La Victoria (1988)
- Por los que sobrevivieron (1990)
- Deslindes (2006)